# Marquesado de Martínez de Campos
El Marquesado de Martínez de Campos es un título nobiliario español, creado el 30 de abril de 1902, con Grandeza de España, por la reina regente María Cristina de Habsburgo Lorena, en la minoría de edad del rey Alfonso XIII, a favor de María de los Ángeles Rivera y Olavide, viuda del que había sido Presidente del Consejo de Ministros, Capitán General y Ministro de la Guerra, Arsenio Martínez de Campos y Antón.

## Marqueses de Martínez de Campos
|                           | Titular                                               | Periodo                   |
| Creación por Alfonso XIII | Creación por Alfonso XIII                             | Creación por Alfonso XIII |
| ------------------------- | ----------------------------------------------------- | ------------------------- |
| I                         | María de los Ángeles Rivera y Olavide                 | 1902-1905                 |
| II                        | Ramón Martínez de Campos y Rivera                     | 1905-1930                 |
| III                       | Arsenio Martínez de Campos y de la Viesca             | 1930-1956                 |
| IV                        | María del Pilar Martínez de Campos y Rodríguez-Garzón | 1956-1970                 |
| V                         | Arsenio Vilallonga y Martínez de Campos               | 1970-2013                 |
| VI                        | Arsenio Vilallonga y Casaus                           | 2013-actual titular       |

## Historia de los marqueses de Martínez de Campos
- María de los Ángeles Rivera y Olavide (1839-1905), I marquesa de Martínez de Campos.

1. Casó con Arsenio Martínez de Campos y Antón. Le sucedió su hijo:

- Ramón Martínez de Campos y Rivera (1863-1930), II marqués de Martínez de Campos, I duque de Seo de Urgel.

1. Casó con María Clotilde de la Viesca y Róiz de la Pedraja. Le sucedió su hijo:

- Arsenio Martínez de Campos y de la Viesca (1889-1956), III marqués de Martínez de Campos, II duque de Seo de Urgel, III marqués de la Viesca de la Sierra.

1. Casó con María de los Dolores Rodríguez-Garzón y Limón. Le sucedió su hija:

- María del Pilar Martínez de Campos y Rodríguez-Garzón (1919-1996), IV marquesa de Martínez de Campos, III duquesa de Seo de Urgel, IV vizcondesa de la Nava del Rey.

1. Casó con Lorenzo Vilallonga y Lacave. Le sucedió su hijo:

- Arsenio Vilallonga y Martínez de Campos (n. en 1948), V marqués de Martínez de Campos, IV duque de Seo de Urgel.

1. Casó con Laura Casaus y Sánchez. Le sucede el hijo de ambos:

- Arsenio Vilallonga y Casaus (n. en 1972), VI marqués de Martínez de Campos.